# Claviscala kuroharai
Claviscala kuroharai är en snäckart som beskrevs av Kuroda in Habe 1961. Claviscala kuroharai ingår i släktet Claviscala och familjen vindeltrappsnäckor. Inga underarter finns listade i Catalogue of Life.